# 迪亚诺马里纳
迪亚诺马里纳（義大利語：Diano Marina），是意大利因佩里亚省的一个市镇。总面积6.57平方公里，人口6307人，人口密度960.0人/平方公里（2009年）。ISTAT代码为008027。

## 友好城市
- 義大利迪亚诺达尔巴 2007年
- 西班牙格拉纳迪利亚-德阿沃纳 2013年